# Robert Popow
Robert Popow (ur. 16 kwietnia 1982 w Strumicy) – macedoński piłkarz występujący na pozycji obrońcy. Od 2012 gra w FC Wettswil-Bonstetten. Jest bratem Gorana Popowa.

## Kariera klubowa
Popow jest wychowankiem klubu Belasica Strumica, w którym treningi rozpoczął w wieku 11 lat. Do jego pierwszej drużyny został przesunięty w sezonie 2000/2001. Od czasu debiutu w Belasicy, był jej podstawowym graczem. W 2002 oraz 2003 roku wywalczył z klubem wicemistrzostwo Macedonii. W sumie rozegrał tam 72 ligowe spotkania i zdobył 7 bramek.
W 2003 przeszedł do bułgarskiego Liteksu Łowecz. W bułgarskiej ekstraklasie Popow zadebiutował 28 września 2003 w wygranym 2:1 pojedynku z Markiem Dupnica. W tamtym meczu strzelił także gola. Od początku gry w Liteksie Popow pełnił rolę rezerwowego. W 2004 roku zdobył z klubem Puchar Bułgarii. W Liteksie spędził w sumie 4,5 roku. W tym czasie wystąpił tam w 72 ligowych meczach i strzelił 2 gole.
W styczniu 2008 za milion euro został sprzedany do francuskiego AJ Auxerre. W Ligue 1 zadebiutował 23 lutego 2008 w wygranym 2:1 meczu z OGC Nice. W sezonie 2007/2008 rozegrał tam 6 ligowych spotkań. W sezonie 2008/2009 w lidze nie zagrał ani razu.
W 2011 roku został zawodnikiem SC Kriens. Z kolei w 2012 roku przeszedł do FC Wettswil-Bonstetten.

## Kariera reprezentacyjna
W reprezentacji Macedonii Popow zadebiutował 24 lipca 2001 roku w przegranym 0:1 towarzyskim meczu z Katarem.